# Reserva índia Ponca
La reserva índia Ponca de la tribu Ponca de Nebraska es trobava al nord-est de Nebraska, amb la seu del govern tribal a Niobrara, Knox County. La reserva índia també és la ubicació de l'històric fort ponca anomenat Nanza. Actualment la tribu Ponca no té reserva, l'estat de Nebraska no els permet tenir una reserva. No obstant això de fet tenen 5 llocs de servei diferents, localitzats arreu de Nebraska.
Establerta per un tractat de data 12 de març de 1858 i per un tractat complementari el 10 de març de 1865, la reserva va ser restablida per un Llei del Congrés de data 2 de març de 1899. Tenia 27.202,08 acres (110,0829 km²) parcel·lats per a 167 indis per al seu assentament. Es reservaren 160 acres (0,65 km²) per als edificis d'una agència índia i una escola.

## Història
Malgrat que la seva reserva original havia estat fundada el 1858, els ponca patiren dècades de violació de tractats, falta de suport financer del Govern dels Estats Units, i continus atacs dels veïns enemics sioux, dels quals eren enemics jurats. En 1875 un agent ponca va visitar al president Ulisses S. Grant per discutir traslladar els ponca a Territori Indi a l'actual Oklahoma. S'acordà una subvenció per a traslladar-los si els ponca estaven disposats. Quan l'agent va tornar a Nebraska Standing Bear i altres membres de la tribu signaren un acord per traslladar-se a Territori Indi. L'acord també va permetre a diversos caps ponca seleccionar-hi una nova reserva. En 1877 els líders ponca van fer arranjaments per visitar el territori indi i seleccionar un lloc per a una nova reserva.

### Camí de les llàgrimes ponca
A començaments de 1877, deu líders ponca deixaren la reserva índia Osage en Territori Indi per seleccionar un lloc per a la nova reserva Ponca. En arribar, no hi eren presents els líders osages, de manera que no es van signar acords sobre terres. Standing Bear i els altres líders van decidir que volien tornar a casa, el que va enfurismar l'agent indi que els acompanyava. Al febrer, el grup de caps va decidir tornar pel seu compte. El grup va passar gran part del seu viatge a prada oberta, passant dies sense racions. Van arribar a la Reserva Ponca més de tres mesos després, l'abril de 1877.
En arribar, el grup es va reunir amb el seu agent indi, que tenia ordres de traslladar la tribu per la força a Oklahoma. La tribu es va dividir sobre la marxa; aquells que n'estaven disposats marxaren a mitjans d'abril. Un mes més tard Standing Bear i la resta de la tribu marxaren després de l'arribada d'una unitat militar de Fort Omaha. Nou persones van morir en el viatge, incloent la filla de Standing Bear. Prairie Flower va morir de tuberculosi i va ser enterrat a Milford (Nebraska). White Buffalo Girl, filla de Black Elk i Moon Hawk, també va morir i fou enterrada vora Neligh, on el poble proporcionà una sepultura cristiana a la noia i posaren una creu de roure sobre la tomba. Black Elk demanà que fos honrada la tomba de la seva filla, i en 1913 la vila de Neligh hi erigí un monument de marbre que encara hi persisteix.
Alguns líders de la tribu va tornar a Nebraska, només per ser empresonats a Fort Omaha. El general George Crook, comandant del Departament del Platte, empresonà el contingent en contra del seu propi millor criteri. Ell va avisar Thomas Tibbles de l'Omaha Daily Herald, que va atreure l'atenció nacional a la difícil situació de la tribu. Això va portar al govern estatunidenc a concedir la tribu dues reserves; una a Nebraska i una altra a Oklahoma.